# Местекеніш
Местекеніш (рум. Mestecăniș) — село у повіті Сучава в Румунії. Входить до складу комуни Якобень.
Село розташоване на відстані 340 км на північ від Бухареста, 72 км на захід від Сучави.

## Населення
За даними перепису населення 2002 року у селі проживали 303 особи, усі — румуни. Усі жителі села рідною мовою назвали румунську.